# Hold-up au centre nucléaire
Pour plus de détails, voir Fiche technique et Distribution.
Hold-up au centre nucléaire (L'assalto al centro nucleare) est un film italo-espagnol réalisé par Mario Caiano et sorti en 1967,.

## Synopsis
Paul Lefèvre est chargé par une organisation criminelle de dérober une invention scientifique révolutionnaire.

## Fiche technique
Sauf indication contraire, les informations mentionnées dans cette section peuvent être confirmées par la base de données cinématographiques IMDb,  présente dans la section « Liens externes ».
- Titre : Hold-up au centre nucléaire
- Titre original : L'assalto al centro nucleare[3] ou Per favore... non sparate col cannone[4]
- Titre espagnol : El gran golpe de Niza
- Titre alternatif : Ne tirez pas avec le canon[5]
- Réalisation : Mario Caiano
- Scénario : Alessandro Continenza, Arturo Marcos Toyodor
- Assistant à la réalisation : Angelo Sangermano
- Photographie : Julio Ortas[3]
- Montage : Antonio Jimeno[3]
- Musique : Angel Oliver Piña[3]
- Décors : Jaime Perez Cubero, José Luis Galicia, Pier Vittorio Marchi[3]
- Costumes : Maria Luisa Panaro[3]
- Sociétés de production : Fénix Cooperativa Cinematográfica, Nike Cinematografica
- Pays de production :  Italie -  Espagne
- Langue de tournage : italien
- Format : Couleur (Eastmancolor) - 1,37:1 - Son mono - 35 mm
- Durée : 94 minutes (1h34)[4]
- Genre : Comédie policière
- Dates de sortie :
  - Italie : 3 mai 1967
  - Espagne : 21 juin 1971 (Madrid)
  - France : 22 novembre 1973 (Nice[5])

## Distribution
- Frank Wolff : Brian Kervin
- Rossella Como : Claudine
- Giampiero Albertini : Joe
- Claudio Gora : le propriétaire du yacht
- Gérard Landry : Colonel
- Toni Ucci : Theo
- Thea Fleming : Huguette
- Jesús Puente : Talbol
- Josyane Gibert : Fiamma
- Pippo Starnazza : Zero
- Aldo Bufi Landi
- Amedeo Trilli